# Theodoros Kolokotronis
Theódoros Kolokotrónis (en griego, Θεόδωρος Κολοκοτρώνης; Ramavouni, Mesenia, 3 de abril de 1770 - 15 de febrero de 1843) fue un general griego y el principal caudillo militar, político y civil de la guerra de Independencia de Grecia (1821-1829) contra el Imperio Otomano. El mayor éxito de Kolokotronis fue la derrota del ejército otomano comandado por Mahmud Dramali Pasha en la batalla de Dervenakia en 1822. En 1825, fue nombrado comandante en jefe de las fuerzas griegas en el Peloponeso. Hoy, Kolokotronis se encuentra entre las figuras más destacadas de la guerra de Independencia de Grecia. 

## Biografía
Fue alternativamente "armatolos" (mercenario al servicio de los terratenientes turcos) y "kappos" (miliciano de los nobles peloponenses) pero su principal actividad la llevó a cabo al mando de una temible banda de kleftes, por lo que debió irse al exilio en Zante, en las Islas Jónicas bajo protectorado británico. 
Allí se alistó en el Regimiento de Infantería del Duque de York, destacándose en las guerras  napoleónicas y llegando al rango de mayor.
Retornó a su país para ponerse al frente de las valerosas pero desordenadas tropas irregulares griegas poco antes del estallido de la revolución griega contra el poder otomano de 1821. Sus amplios conocimientos militares le permitieron formar una fuerza militar compacta y homogénea, nutrida en su mayoría de hombres de Laconia y Arcadia. 
Consiguió obtener el apoyo de los belicosos clanes de Maina, reticentes a ceder el liderazgo militar, lo que le brindó una inapreciable fuerza militar dispuesta para el combate.
Se destacó principalmente en la operación de recuperación del Peloponeso, concretamente en la batalla de Valtetsi y la toma de los bastiones turcos en la región, las ciudades de Trípoli, Nauplia y Corinto, donde realizó una feroz limpieza étnica de otomanos.
Combatió con éxito la posterior invasión de tropas albano-egipcias en 1823 empleando tácticas de guerra de guerrillas.
Con la instauración del Estado griego independiente, se mostró partidario de la asimilación de albaneses en la conformación del mismo, apoyó a Ioannis Kapodistrias aunque discrepaba de la excesiva occidentalización de Grecia y posteriormente se opuso a la monarquía bávara de Otón de Wittelsbach, abogando por una alianza con Rusia, por lo que fue acusado de traición a la corona y encarcelado.
Durante su cautiverio aprendió a leer y escribir, por lo que pudo redactar sus memorias detallando cada paso de su vida y las campañas realizadas. Es considerado el máximo héroe de la nación y el icono de la revolución. Para todos los griegos y principalmente los peloponenses es sencillamente "O Gueros tou Moriá" (el "viejo" de Morea, nombre alternativo para Peloponeso).